# Alejandro Lerroux
Alejandro Lerroux García (ur. 4 marca 1864 w La Rambla, w prowincji Kordoba, zm. 25 czerwca 1949 w Madrycie) – hiszpański polityk, trzykrotny premier Hiszpanii w okresie Drugiej Republiki Hiszpańskiej.

## Życiorys
Lerroux już w młodości zaangażował się w działalność partii republikańskich. Poświęcił się dziennikarstwu, choć z wykształcenia był prawnikiem. Jego teksty publikowały między innymi „El País” (hiszp. „Kraj”), „El Progreso” (hiszp. „Postęp”), „La Publicidad” (hiszp. „Jawność”), „El Intransigente” (hiszp. „Nieprzejednany”) i „El Radical” (hiszp. „Radykał”). Wielokrotnie zatrzymywany i aresztowany. Jego mocno populistyczne i antyklerykalne poglądy zaskarbiły mu sympatię robotników. Nazywano go Cesarzem Paralelo, barcelońskiej dzielnicy znanej z nocnego życia.
Po raz pierwszy wybrano go do Kongresu Deputowanych w 1901 roku z list Unii Republikańskiej (Unión Republicana), której był współzałożycielem. Ponownie wybierany w latach 1903 i 1905. Kiedy w 1906 jeden z założycieli Unii odszedł i utworzył nową partię – Solidarność Katalońską, Lerroux również wystąpił z UN. Był przeciwnikiem rosnącego nacjonalizmu katalońskiego, co pchnęło go do utworzenia Republikańskiej Partii Radykalnej.
W 1907 z powodu jednego z artykułów skazano go na wygnanie. Dwa lata później po raz kolejny musiał uciekać z kraju przed represjami ze strony rządu. Po powrocie przyłączył się do Unii Republikańsko-Socjalistycznej (Conjunción Republicano-Socialista) i w 1910 odzyskał mandat deputowanego; ze względu na późniejsze skandale korupcyjne stracił poparcie wyborców w Katalonii i do wyborów w roku 1914 stanął w Kordobie. Podczas I wojny Światowej sympatyzował z krajami Ententy, jednak Hiszpania zachowała neutralność. Pozostał w polityce również w czasach dyktatury Miguela Primo de Rivera; brał udział w działaniach komitetu rewolucyjnego, który przygotowywał odsunięcie Alfonsa XIII i uczestniczył w proklamowaniu Drugiej Republiki Hiszpańskiej w 1931.
Poparł reformy rządu Manuela Azaña w pierwszym okresie jego rządów i jako minister stanu (dzisiejszy minister spraw zagranicznych) współtworzył lewicową koalicję rządową. W późniejszym okresie przesunął się na prawo i w 1933 dogadał się z prawicą, która przejęła rządy. Między 1933 i 1935 trzykrotnie piastował funkcję premiera, a także ministra wojny (1934) i Stanu (1935). Koniec jego kariery politycznej wiąże się z aferą Estraperlo (firma o tej nazwie skorumpowała członków rządu, którzy zezwolili na montaż ruletki w kasynie w baskijskim mieście San Sebastian; ruletka była elektrycznie kontrolowana przez krupierów), po której odszedł z rządzącej koalicji. Po niepowodzeniu w wyborach roku 1936 i wybuchu wojny domowej, osiedlił się w Portugalii. Do ojczyzny powrócił w 1947; zmarł dwa lata później.